# Raeburn Place
Raeburn Place is een straat en sportstadion in Edinburgh, Schotland. 

## Rugby
Op 27 maart 1871 werd hier de eerste rugbyinterland ooit gespeeld tussen het Schots rugbyteam en dat van Engeland. Het werd 1-0 voor de Schotten. Schotland bleef daarna haar thuisinterlands spelen op Raeburn Place tot 1920. Vandaag de dag wordt het veld gebruikt door de cricket- en voetbalclubs van universiteiten.
In 1994 werd er de WK-finale rugby voor vrouwen gehouden tussen Engeland en de Verenigde Staten, die gewonnen werd door Engeland. Ook was Raeburn Place het decor voor de eerste interland van het Schotse damesrugbyteam, namelijk die tegen Ierland in 1993.

## Cricket
Hoewel Engeland het gastland was voor het WK Cricket in 1999, werden er twee wedstrijden in Schotland op Raeburn Place gespeeld. Dit waren Bangladesh - Schotland en Schotland - Nieuw-Zeeland.